# Rudolf Reichling senior
Rudolf Reichling (* 27. Mai 1890 in Stäfa; † 22. Oktober 1977 ebenda; heimatberechtigt in Stäfa) war ein Schweizer Politiker (BGB).

## Biografie
Reichling studierte Agronomie und Nationalökonomie in Zürich und Berlin und war 1911 diplomierter Agronomie-Ingenieur an der ETH Zürich. Im Jahr 1917 übernahm er den väterlichen Rebbaubetrieb in Stäfa.
1912 wurde er in den Gemeinderat gewählt und hatte dort bis 1922 Einsitz, ehe er von 1925 bis 1934 Gemeindeschulpräsident in Stäfa war. Während der Jahre 1923 bis 1943 war er Kantonsrat im Kanton Zürich für die Zürcher Bauernpartei, wo er im Amtsjahr 1932/33 Kantonsratspräsident war.
1929 wurde er in den Nationalrat gewählt und hatte dort in der Fraktion der BGB Einsitz. Im Amtsjahr 1935/36 war er Nationalratspräsident. Von 1926 bis 1944 war er Präsident der Zürcher Bauernpartei, von 1937 bis 1945 Präsident der Bauern-, Gewerbe- und Bürgerpartei und von 1949 bis 1961 Präsident des Schweizerischen Bauernverbands.
Als Bauernvertreter wirkte er mit am Landwirtschaftsgesetz von 1951, dem Milchbeschluss, dem Weinstatut, der Schlachtviehverordnung, sowie der Viehversicherung mit. 1959 wurde er Ehrendoktor der Universität Zürich aufgrund seiner Verdienste um den Neubau der veterinär-medizinischen Fakultät.